# Гуадалупе (град, Калифорния)
Вижте пояснителната страница за други населени места с името Гуадалупе.
Гуадалупе (на английски: Guadalupe) е град в окръг Санта Барбара, щата Калифорния, САЩ. Гуадалупе е с население от 7370 жители (по приблизителна оценка от 2017 г.) и обща площ от 3,6 km². Намира се на 26 m надморска височина. ЗИП кодовете му са 93434, а телефонният му код е 805.